# جوليو مقلي
جوليو مقلي (بالإيطالية: Giulio Magli)‏ (و. 1964 – م) هو عالم فيزياء فلكية، وعالم إنسان، وعالم فلك من إيطاليا . ولد في روما .